# Cencenighe Agordino
Cencenighe Agordino (velenceiül Zenzenighe Agordin) település Olaszországban, Veneto régióban, Belluno megyében. Lakosainak száma 1213 fő (2023. január 1.). Cencenighe Agordino Canale d’Agordo, San Tomaso Agordino, Taibon Agordino és Vallada Agordina községekkel határos.

## Népesség
A település lakossága az elmúlt években az alábbi módon változott:
| Lakosok száma | 1307 | 1281 | 1213 |
|               | 2017 | 2018 | 2023 |